# Lugar de los sucesos de Casas Viejas
El lugar de los sucesos de Casas Viejas es un bien de interés cultural de la tipología sitio histórico situado en la provincia de Cádiz, España.

## Justificación
En el marco del proceso de recuperación de la memoria histórica, con la inscripción de este Sitio Histórico se pretende preservar el escenario en el que se desarrollaron los sucesos de Casas Viejas como un lugar de memoria, es decir, un espacio simbólico y físico vinculado a esos hechos. La inscripción significa el reconocimiento institucional y cultural de un acontecimiento histórico que expresa valores identitarios de un pueblo y viene a reparar la dignidad de las víctimas, recobrando la memoria dolorosamente silenciada durante décadas de dictadura.
Los terribles hechos tuvieron una enorme repercusión política y social en la convulsa historia de la II República. De forma inmediata provocó debates en las Cortes y fue una de las causas detonantes de la dimisión de Manuel Azaña como primer ministro del gobierno. Lo sucedido produjo una conmoción de gran calado en la conciencia de los ciudadanos que veían cómo las expectativas depositadas en la República como motor de cambio social estaban siendo defraudadas, además de ser un hito más en el panorama de conflictividad social y política de la época que poco tiempo después desembocaría en el estallido de la guerra civil española.
Desde el punto de vista etnológico de estos sucesos han dimanado una serie de elementos de significativo valor antropológico y simbólico: se convirtieron en ejemplo clásico de rebelión rural anarquista, y con el transcurrir del tiempo, el recuerdo de lo sucedido ha conformado un acervo que forma parte de la memoria histórica colectiva de los habitantes de Benalup-Casas Viejas –y, por ende, de Andalucía–, quedando la identidad del pueblo indisolublemente ligada a ellos. Este legado inmaterial será transmitido a las generaciones posteriores a través de narraciones orales de sumo valor patrimonial.
Uno de los núcleos más potentes entre estos recuerdos de aspiraciones libertarias y anarquistas lo encarna el mito femenino de María Silva Cruz, que pasará a la posteridad como María La Libertaria. Es necesario mantener vivo el conocimiento de este episodio trágico pues se trata de un suceso que arroja luz y adquiere valor patrimonial en la interpretación histórica, trascendiendo lo local para formar parte de la historia del pueblo andaluz.

## Descripción

### Los sucesos
La insurrección de Casas Viejas se encuadra en el contexto sociopolítico del campo andaluz del primer tercio del siglo XX, dominado por estructuras agrarias latifundistas que provocaban la exclusión social y económica de muchos jornaleros sometidos a unas condiciones de vida miserables. En este marco de injusticia y bipolarización social se produjo el acercamiento y la identificación de amplios sectores jornaleros a los ideales anarquistas de justicia social y reparto equitativo. Para la narración de los Sucesos se ha seguido la obra de Jerome R. Mintz «Los anarquistas de Casas Viejas».
La CNT había fijado una insurrección a nivel nacional para el día 8 de enero de 1933. Cuando comenzó la sublevación en Barcelona la descoordinación en la comunicación del inicio del levantamiento provocó que las noticias sobre lo que estaba sucediendo no fueran claras. Cuando comenzó la revuelta en Casas Viejas ya había fracasado en el resto del país, pero los dirigentes locales del movimiento no creyeron las confusas noticias.
El día 10 de enero por la noche los campesinos aislaron el pueblo cortando los cables telefónicos y cavando fosas en las entradas para impedir el tránsito de vehículos. Instalaron controles en los cruces y caminos de Casas Viejas y un grupo fue a rodear el cuartel de la Guardia Civil. En el edificio del sindicato ondeaba la bandera roja y negra. Para los sublevados había llegado el momento de la revolución.
En la mañana del día siguiente María Silva, La Libertaria, su amiga Manuela Lago y Gallinito, militantes anarquistas, desfilaron por el pueblo con la bandera rojinegra. Los amotinados asaltaron el depósito de los recibos de los arbitrios, a falta de algún otro edificio oficial de mayor relevancia en el pueblo, y quemaron los documentos. Los campesinos visitaron al alcalde y este, vista la situación, transmitió el mensaje de permanecer dentro de los cuarteles. Los guardias civiles al comprobar que estaban aislados telefónicamente salieron del edificio a hacer una ronda de reconocimiento para evaluar la situación. Los campesinos dispararon, los guardias volvieron al cuartel pero estaban gravemente heridos. El sargento murió al día siguiente y el guardia García Chueca varios días después.
Desde ese momento, las acciones de los anarquistas empezaron a descomponerse. A media mañana se pudo restablecer la comunicación telefónica y se solicitaron refuerzos policiales para Casas Viejas. Varios campesinos fueron detenidos. El pueblo estaba en calma y hacia las dos de la tarde llegó una patrulla de la Guardia Civil. Muchos de los campesinos huyeron del pueblo. Otros volvieron a sus chozas. Había dos guardias heridos de muerte, la situación era grave. No hubo más incidentes la patrulla tenía totalmente dominado el pueblo.
A las cinco de la tarde llegó a Casas Viejas otra patrulla de doce Guardias de Asalto y cuatro Guardias Civiles al mando del teniente Gregorio Fernández Artal. Encontraron la situación en calma. Detuvieron a Manuel Quijada, que estaba en su casa, y a su cuñado por su participación en el asalto al cuartel. Ambos fueron golpeados duramente para que delataran a todos los participantes en esa fatal acción. Los guardias consiguieron averiguar que había varios miembros de la familia Seisdedos implicados.
Cuando el teniente Artal y su patrulla llegaron a la choza de los Seisdedos en su interior se habían refugiado Perico y Paco Cruz, y también Jerónimo Silva, que habían participado en el asedio al cuartel, así como María Silva, La Libertaria, y su amiga Manuela Lago. Allí se encontraban igualmente el anciano Curro Cruz, más conocido como Seisdedos, dueño de la choza, su nuera Pepa Franco y los dos hijos de ésta Francisco y Manolo. El Guardia de Asalto Martín Díaz que logró entrar en la choza forzando la puerta, recibió una descarga de escopeta y cayó muerto en la entrada. El teniente pidió que salieran los de dentro con las manos en alto, los refugiados no se entregaron. Otro guardia fue herido y aislado de sus compañeros que no lo podían auxiliar. Los de la choza no tenían escapatoria pero desde la calle era difícil disparar con eficacia al interior por el desnivel existente entre la calle y la choza. El padre de Manuela Lago al darse cuenta de la situación protegió la choza desde una posición estratégica en el exterior durante las primeras horas de la noche. El teniente, convencido de no poder organizar un asalto victorioso, forzó a uno de sus detenidos, Manuel Quijada, a entrar en la choza para coaccionar a los rebeldes y obtener así información del interior. Cuando entró Manuel los campesinos supieron que la revuelta había fracasado y comprendieron que sus vidas corrían serio peligro. Los campesinos no pensaban rendirse y Artal solicitó refuerzos que llegaron a las diez de la noche. Tras sucesivos ataques infructuosos de un fuego intensificado se decidió posponer el asalto hasta la mañana.
Sin embargo, pasada la medianoche llegó a Casas Viejas una compañía de noventa hombres de la Guardia de Asalto dirigida por el capitán Rojas, que había estado todo el día patrullando en Jerez adonde a su vez había llegado después de viajar en tren toda la noche anterior desde Madrid. Las órdenes que tenía eran acabar rápidamente con el alzamiento de Casas Viejas, por tanto, se reinició el fuego, ahora sí con rifles y ametralladoras. El anciano Seisdedos y su hijo Perico murieron por las balas, pero los supervivientes no se rindieron. El capitán Rojas ordenó entonces incendiar la choza. María La Libertaria y Manolo, el pequeño nieto de Seisdedos, lograron escapar de las llamas y huir. Manuela Lago y Francisco García Franco también lo intentaron, pero no tuvieron suerte y murieron acribillados frente a la choza. Los demás perecieron todos.
Tras la quema de la choza hacia las cuatro de la madrugada, Rojas y sus hombres se retiraron a la fonda donde habían instalado el cuartel general. Allí fue tomando cuerpo la idea de realizar un escarmiento. Rojas ordenó a tres patrullas que detuvieran a los militantes más destacados, instruyéndolas para que dispararan ante cualquier mínima resistencia. Mataron al anciano Antonio Barberán Castellar de setenta y cuatro años cuando volvió a cerrar su puerta tras la llamada de los guardias. Aconsejados por guardias locales las patrullas detuvieron a todos los hombres que encontraron en sus casas con sus familias, en total a doce personas. Ninguno de ellos, excepto Fernando Lago –padre de Manuela Lago acribillada en la puerta de la choza– había participado en el levantamiento, aunque los guardias ignoraban su participación. Los restantes eran completamente inocentes. Los condujeron hasta la choza de Seisdedos y allí fueron fusilados.
De otras actuaciones de las tropas, según las últimas investigaciones y aclaraciones de lo sucedido, resultaron muertas dos personas más: Rafael Mateos Vela, por bala, y Joaquina Fernández, que recibió una brutal paliza de la que se derivó su muerte. En total veintiséis personas muertas o veintiocho si se consideran otras dos aquejadas de infarto a consecuencia de la tragedia que vivieron esos días, Vicenta Pérez Monroy, madre de los Pavones, que sí habían participado. Fueron encarcelados y a los pocos días su madre murió de infarto; el otro era Manuel Cruz Montiano, abuelo de algunos fusilados, también de infarto.
Durante varias décadas, fue un hecho histórico poco conocido. Se ocultó por un tiempo cayendo en el olvido, y se convirtió en un tabú por omisión. Este silencio no sólo fue impuesto por las instituciones sino que además el propio pueblo enmudeció debido al miedo de una población rural impactada por un acontecimiento trágico de carácter político. A partir del restablecimiento de la democracia se ha ido aumentando el conocimiento de lo sucedido gracias a la publicación de diversos libros e investigaciones, a la celebración de diversos actos conmemorativos, a la recuperación del topónimo Casas Viejas en la denominación oficial del término municipal y a la creación de la Fundación Casas Viejas para recordar la trascendencia que los sucesos han tenido para la historia de la localidad y su influencia en la memoria colectiva de sus habitantes.

### Los Lugares del Sitio Histórico
Son objeto de la inscripción como elementos pertenecientes al Sitio Histórico aquellos inmuebles y espacios relacionados con el recorrido por el que se desarrollaron los hechos que comenzaron en la noche del 10 de enero de 1933 en el local del sindicato Los Invencibles, y terminaron en el amanecer del día 12 del mismo mes con los fusilamientos frente a la choza del carbonero Curro Cruz, Seisdedos. Se incluye también en la inscripción el cuartel de la Guardia Civil, la fonda donde se instaló el cuartel general de las tropas que llevaron a cabo el asalto de la choza y las ejecuciones, así como el antiguo cementerio adonde se trasladaron los cadáveres y se practicaron las autopsias. Igualmente forma parte del Sitio Histórico el viario por el que los protagonistas de los hechos desfilaron la mañana del día 11, por el que huyeron a la llegada de los refuerzos de la Guardia de Asalto o por donde fue arrastrado Manuel Quijada, cabecilla de la insurrección, tras su detención.

#### Sindicato Los Invencibles
Con anterioridad a la proclamación de la República, las reuniones de los obreros eran clandestinas, hasta que poco a poco fueron haciéndose públicas y por fin, en 1932, se fundó el sindicato. Aunque la mayoría eran campesinos también había trabajadores no agrícolas.
El local del sindicato estaba en el centro del pueblo, cerca del mercado, de la iglesia y de la plaza. Su mobiliario y su decoración eran austeros, pero contaban con algunos ejemplares de las obras de diversos pensadores anarquistas. Allí se celebraban las reuniones, asambleas y mítines; también era un lugar donde se enseñaba a leer y escribir. En la noche del 10 de enero, en este local se decidió la insurrección.

#### El cuartel de la Guardia Civil
Objeto del asedio de los anarquistas en las horas en que el Comunismo Libertario quedó declarado.
El antiguo cuartel de la Guardia Civil estaba situado en la planta baja, en la planta alta estaba la casa del sargento. Ocupando el resto de la parcela existente, estaban los corrales del huerto, hoy en día transformado por varias edificaciones.
El antiguo cuartel es hoy una finca utilizada como vivienda y como taller de madera. Se han realizado algunas obras en el inmueble, pero conserva los muros y el antiguo patio del cuartel. Conserva también la escalera que da acceso a la segunda planta. La puerta trasera por donde escaparon las esposas de los guardias en el asalto al cuartel está tapiada y se ha convertido en una alacena de la casa familiar.
La edificación está constituida por dos plantas de altura en primera crujía hacia la plaza Nuestra Señora del Socorro. La estructura está resuelta a base de muros de carga de sillares de piedra de 50 cm de espesor y forjados de viguetas de hormigón armado y bovedillas. La cubierta es plana transitable en planta primera y de teja curva a dos aguas en planta alta. Se distribuyen las distintas estancias en torno a un patio central desde el que se accede a la planta segunda mediante una escalera descubierta de barro y cal.
Existen elementos originales en el inmueble como es la losa de cancha. La fachada principal ha sufrido algunas modificaciones.

#### La choza de Seisdedos
El nombre de Casas Viejas se debía al buen número de chozas en que los campesinos vivían, eran viviendas construidas a partir de materiales y plantas autóctonas. Los pilares se hacían de ramas de olivos; la techumbre, de ciprés y caña; el suelo, de tierra o piedra; y en caso de existir cimientos, éstos eran de lodo y piedra. La choza del carbonero Seisdedos estaba ubicada en un corral que sobresalía en la parte inferior de la calle Nueva. Tenía un único acceso desde la calle, la puerta, que funcionaba también como principal fuente de luz. Una pequeña ventana iluminaba en la parte trasera. El interior se dividía en dos zonas por medio de una pared de media altura. En la zona trasera dormía la nuera de Seisdedos con sus dos hijos y en la delantera el anciano Seisdedos con sus hijos Perico y Paco. En esta última había una chimenea de piedra que se usaba como cocina de carbón.
Tras el asedio al cuartel de la Guardia Civil y la posterior llegada de refuerzos de la Guardia de Asalto al pueblo, varios de los sublevados se refugiaron allí. Los ocupantes de la choza resistieron en el interior hasta que se produjo su incendio. Al amanecer del día 12, frente a ella se procedió al escarmiento del pueblo mediante el fusilamiento de doce hombres escogidos al azar.
El lugar está conformado por un patio trasero del actual hotel Utopía, al borde de la calle Nueva. Se separa del hotel por un muro de unos dos metros de alto que cuenta con una puerta de doble hoja de tres metros de ancho. La cara exterior del lugar, es decir, la que da a la calle Nueva, cuenta con un muro de unos 5 metros de altura y unos 30 cm de espesor. Se accede al lugar mediante una servidumbre de paso con una puerta de doble hoja de unos cuatro metros de ancho. El solar es, por tanto, imperceptible desde el exterior.
El espacio se divide en dos partes. Una de ellas, la de proporciones más reducidas, está cubierta casi en su totalidad por tierra. La otra parte ha sido pavimentada con suelo rústico. El conjunto, situado sobre una loma, tiene un acceso a través de la calle Nueva en pendiente.

#### La fonda
Se trata del inmueble conocido hoy como Café Pub Tato. La fonda fue testigo de los Sucesos. La Guardia de Asalto de la República montó aquí su cuartel general para sofocar la insurrección. Continuamente los guardias iban y venían de la fonda a la choza. Se convirtió en un lugar decisivo. Tras la quema de la choza los guardias volvieron a la fonda y allí llegaron los caciques del pueblo para convencer al capitán Rojas de que diera un escarmiento. Aquí se decidió la razia del pueblo y aquí se hospedaron en los días posteriores los reporteros que, como Eduardo Guzmán o Ramón J. Sender, fueron a narrar las noticias sobre lo acontecido. Sus cuadras, en la parte trasera, sirvieron de escondite para algunos campesinos en los días siguientes.

#### Parque del Antiguo Cementerio
Llamado así por la instalación actual de un parque urbano en el lugar del antiguo Campo Santo. Las autopsias se realizaron en ese antiguo cementerio. Existe una dramática iconografía sobre ello ya que los cadáveres quedaron varios días en completa intemperie.
Actualmente el parque se distribuye en dos terrazas que se adecuan a la orografía del lugar, quedando una en el nivel inferior y otra en el superior, ambas enmarcadas en un gran espacio rectangular, y comunicadas entre sí por una escalinata central, que salva el poco nivel que las separa.

### Bienes muebles
En este apartado se reseñan los bienes muebles vinculados con los Sucesos de Casas Viejas. Se trata de bienes de naturaleza documental, y se han incluido tanto narraciones orales y testimonios de vida de testigos de lo sucedido y de descendientes de las víctimas, como prensa escrita y material fotográfico.

#### Soportes documentales de expresiones de la memoria oral
Estos soportes contienen fragmentos de historias de la vida de diferentes personas cercanas a los Sucesos, de descendientes directos o testigos sabiéndose partícipes de la tragedia familiar y de compartir los trazos de una época convulsa de nuestro país.
Se presentan las narraciones orales y testimonios de vida de:
- Catalina Silva Cruz. Desde su exilio francés abre las puertas a su memoria y a su corazón y relata nuevos aspectos de Casas Viejas. Su contribución es realmente digna de alabanza, y su valor, una lección patrimonial ejemplar.
- Juan Pérez Silva. Hijo de María la Libertaria. De sus palabras se observa cómo el peso de la historia ha recaído sobre él.
- Manolita Lago. Sobrina de Manuela Lago y nieta de Fernando Lago. Que ha heredado la virtud de las lecturas públicas como ya hacía su tía Manuela Lago, de su testimonio se extrae la responsabilidad moral de recordar, el deber de la memoria.
- Antonio Grimaldi. Testigo de los sucesos.
- Francisco Jiménez Granados. El interés de sus palabras radica en que en ellas se trasluce el miedo, del cual él mismo habla en un momento de la grabación.

Se presentan igualmente los poemas de Juan Pérez Silva y Manolita Lago. El fragmento de romance anónimo hallado casualmente en la tradición oral de los moradores de Chiclana de la Frontera ilustra el eco social que rápidamente fue revertido en lo artístico como una forma más de transmisión.
Los originales en audio se encuentran guardados en soporte CD en la Delegación Provincial de Cultura de Cádiz. Los originales en formato audiovisual se hallan en los fondos de Media Sur.

#### Soportes de prensa escrita
La prensa escrita de la época narró los acontecimientos y siguió los juicios que se celebraron al año siguiente por los hechos. Se indica la relación de periódicos en los que, tras el rastreo en los fondos hemerográficos de Sevilla y Cádiz, se han hallado noticias sobre los Sucesos. La referencia completa del material declarado se incluye en la documentación técnica del expediente de declaración.
- Hemeroteca de Sevilla: El Noticiero Sevillano, La Libertad, Solidaridad Obrera, ABC (Madrid), La Luz, ABC (Sevilla), El Correo de Andalucía, La Unión.

- Hemeroteca de Cádiz: Diario de Cádiz, La Voz Radical, La Información, El Noticiero Gaditano, La Libertad, Juventud.

#### Soportes de la documentación gráfica
- Fotografías pertenecientes al archivo familiar de Juan Pérez Silva.
- Fotografías pertenecientes al archivo «Serrano» del Instituto de Cultura y de las Artes de Sevilla, Servicio de Archivo, Hemeroteca y Publicaciones. Fototeca Municipal.
- Fotografías pertenecientes al archivo «Sánchez del Pando» del Instituto de Cultura y de las Artes de Sevilla, Servicio de Archivo, Hemeroteca y Publicaciones. Fototeca Municipal.